# Comuna Kornîci, Colomeea
Kornîci (în ucraineană Корнич) este o comună în raionul Colomeea, regiunea Ivano-Frankivsk, Ucraina, formată din satele Hrușiv și Kornîci (reședința).

## Demografie
Componența lingvistică a comunei Kornîci
     Ucraineană (98,91%)
     Alte limbi (1,04%)
Conform recensământului din 2001, majoritatea populației comunei Kornîci era vorbitoare de ucraineană (98,91%), existând în minoritate și vorbitori de alte limbi.